# クリエイターズ・スタジオ with ボカコレ
クリエイターズ・スタジオ with ボカコレ とは、JFN 系列の加盟各局で2021年4月1日から、毎週月曜 - 木曜 21:00 - 21:55に放送されている、JFN・ドワンゴ共同制作のラジオ番組である。
略称は「クリスタ」で、番組の Twitter ハッシュタグは「#クリスタ〇曜」と、放送される各曜日を当てはめる形になっている。

## 概要
同時間帯に放送されていた「ニコラジパーク」やその前番組「wktkの枠」・「ニコラジパラダイス」のように、ニコニコ動画やYouTubeで活躍するクリエイターをパーソナリティに置き、特異なジャンルについて話してもらう番組とされるが、「with ボカコレ」という名前の通り、「The VOCALOID Collection」というイベントのタイアップ番組でもあるため、放送される音楽は前番組よりもボカロ関連曲が多くなっている。
また、毎回の放送で、バーチャルボカロリスナーの 御丹宮くるみが、最新のボカロ曲を紹介するコーナーも存在している。

## パーソナリティ
現在(2024年10月から)
- 月曜日：小林幸子、ドグマ風見（番組開始時及び前番組『ニコラジパーク』から引き続き担当）
- 火曜日：ペイトン尚未、原口沙輔
- 水曜日：藤井直樹、雪乃イト
- 木曜日：松丸亮吾、jon-YAKITORY
- コーナー共通(月曜は放送無し)：御丹宮くるみ

過去(番組開始から2024年9月まで)
- 火曜日：八王子P、kokono/カグラナナ/後藤萌咲/YUC'e（週替わり）
- 水曜日：SHARE LOCK HOMES
- 木曜日：鶴野有紗

## ネット局
2025年6月現在。放送日数の多い順に記載。表記のJFN系列局以外はすべての曜日が未ネット。
全局「radiko.jp」や「radikoプレミアム」で聴取可能。ニコニコ超会議開催期間中のみ「ニコニコ生放送」にも配信される。
| 放送対象地域 | 放送局名                                    | 放送時間                                                          | 備考       |
| ------------ | ------------------------------------------- | ----------------------------------------------------------------- | ---------- |
| 秋田県       | エフエム秋田（AFM）                         | 毎週月曜 - 木曜 21:00 - 21:55                                     |            |
| 石川県       | エフエム石川（HELLO FIVE）                  | 毎週月曜 - 木曜 21:00 - 21:55                                     |            |
| 三重県       | 三重エフエム放送（レディオキューブ FM三重） | 毎週月曜 - 木曜 21:00 - 21:55                                     |            |
| 滋賀県       | エフエム滋賀（e-radio）                     | 毎週月曜 - 木曜 21:00 - 21:55                                     |            |
| 山口県       | エフエム山口（FMY）                         | 毎週月曜 - 木曜 21:00 - 21:55                                     |            |
| 青森県       | エフエム青森（AFB）                         | 毎週月曜 - 水曜 21:00 - 21:55                                     |            |
| 群馬県       | エフエム群馬（FM GUNMA）                    | 毎週月曜 - 水曜 21:00 - 21:55                                     |            |
| 長野県       | 長野エフエム放送（FM長野）                  | 毎週月曜 - 水曜 21:00 - 21:55                                     |            |
| 福井県       | 福井エフエム放送（FM FUKUI）                | 毎週月曜 - 水曜 21:00 - 21:55                                     |            |
| 岡山県       | 岡山エフエム放送（FM OKAYAMA）              | 毎週月曜 - 水曜 21:00 - 21:55                                     | [ 注釈 2 ] |
| 熊本県       | エフエム熊本（FMK）                         | 毎週月曜・火曜 21:00 - 21:55                                      | [ 注釈 3 ] |
| 岐阜県       | エフエム岐阜（FM GIFU）                     | 毎週月曜・火曜・木曜 21:00 - 21:55                                | [ 注釈 4 ] |
| 香川県       | エフエム香川（FM香川）                      | 毎週火曜 - 木曜 21:00 - 21:55 毎月第1・第4・第5月曜 21:00 - 21:55 | [ 注釈 5 ] |
| 高知県       | エフエム高知（Hi-Six）                      | 毎週月曜 21:00 - 21:55                                            | [ 注釈 6 ] |
| 鹿児島県     | エフエム鹿児島（μFM）                       | 毎週月曜 21:00 - 21:55                                            | [ 注釈 7 ] |
| 岩手県       | エフエム岩手（FM IWATE）                    | 毎週月曜 21:00 - 21:55                                            | [ 注釈 8 ] |

### 過去のネット局
終了時点の放送時間を示す。
| 放送対象地域   | 放送局名                       | 放送時間                                                        | 備考                  |
| -------------- | ------------------------------ | --------------------------------------------------------------- | --------------------- |
| 長崎県         | エフエム長崎（FM Nagasaki）    | 毎週月曜 - 水曜 21:00 - 21:55                                   | 2022年3月打ち切り     |
| 山形県         | エフエム山形（Rhythm Station） | 毎週月曜 - 木曜 21:00 - 21:55                                   | 2023年3月打ち切り     |
| 福岡県         | エフエム福岡（FM FUKUOKA）     | 毎週木曜 21:00 - 21:55                                          | 2023年12月打ち切り    |
| 北海道         | エフエム北海道（AIR-G'）       | 毎週月曜 0:00 - 1:00 （日曜深夜）                               | 2023年12月打ち切り    |
| 栃木県         | エフエム栃木（RADIO BERRY）    | 毎週月曜 21:00 - 21:55                                          | 2024年3月打ち切り     |
| 沖縄県         | エフエム沖縄（FM沖縄）         | 毎週火曜 21:00 - 21:55                                          | 2024年8月20日打ち切り |
| 鳥取県・島根県 | エフエム山陰（V-air）          | 毎週月曜・水曜 21:00 - 21:55 最終週を除く毎週火曜 21:00 - 21:55 | 2025年4月1日打ち切り  |
| 佐賀県         | エフエム佐賀（FMS）            | 毎週月曜 - 木曜 21:00 - 21:55                                   | 2025年5月29日打ち切り |